# كرمي غيلون
كرمي غيلون (بالعبرية: כרמי גילון‏)
كارمي غيلون – رئيس جهاز الأمن العام (الشاباك) في الفترة ما بين 1995-1996

## تاريخه
وُلد كرمي غيلون عام 1950 لعائلة من الحقوقيين المعروفين في أورشليم القدس.
وقد بدأ خدمته العسكرية في قوات المدرعات ثم انتقل إلى المدفعية علماً بأنه أُصيب خلال حرب الاستنزاف مع مصر إلا أنه عاد لمزاولة خدمته. ولدى تسريحه من جيش الدفاع عام 1971 التحق بقسم العلوم السياسية والإدارة العامة التابع للجامعة العبرية في أورشليم القدس. وفي سياق فترة دراسته تم تجنيده في صفوف جهاز الأمن العام
خدمته في جهاز الأمن العام:
1972 - تم تجنيده في صفوف جهاز الأمن العام حيث عمل حارساً ميدانياً ثم تولى مناصب إدارية رفيعة.
1982 - تولى قيادة «دائرة الشؤون اليهودية» في جهاز الأمن العام
1987 - خرج لفترة دراسة في كلية الأمن القومي ثم تولى سلسلة مناصب رفيعة بالتوازي مع إكماله دراسات الماجيستير في العلوم السياسية والإدارة العامة.
1989 - تولى رئاسة هيئة التدريب
1990 - تولى قيادة المنطقة الشمالية في جهاز الأمن العام حيث أدار في هذا الإطار نشاطات الجهاز في لبنان.
1993 - عُين رئيساً لهيئة الشؤون الإدارية وتولى المسؤولية عن الموارد البشرية والشؤون المالية واللوجيستية.
1994 - عُين قائماً بأعمال رئيس جهاز الأمن العام لمدة 4 أشهر خرج خلالها سلفه يعقوب بيري لفترة دراسة.
1995 - عُين رئيساً لجهاز الأمن العام.
وقد شكل كارمي غيلون بُعيد اغتيال رئيس الوزراء يتسحاق رابين يوم ال-4 من نوفمبر تشرين الثاني 1995 لجنة داخلية قدمت استنتاجاتها الأولية بعد ثلاثة أيام. ولدى تقديم تقرير اللجنة إلى رئيس الوزراء الجديد شمعون بيرس قدم غيلون استقالته. وقد اعتزل كرمي غيلون رئاسة جهاز الأمن العام في شهر فبراير شباط 1996 بعد أن أكمل إحالة مهام منصبه لخليفته عامي أيالون.

## روابط خارجية
- كرمي غيلون على موقع IMDb (الإنجليزية)
- كرمي غيلون على موقع قاعدة بيانات الفيلم (الإنجليزية)